# Mobarez (char)
Mobarez (persan : مبارز ; signifiant « Guerrier ») est une version améliorée au niveau national du char britannique Chieftain par l'Iran. 

## Changements
La coque du char a été modifiée à l'arrière et sur les côtés. Le réservoir de carburant a été remplacé par un nouveau réservoir réparable. De plus, des systèmes supplémentaires d'amortissement ont été ajoutés pour protéger les composants électroniques sensibles. D'autres modifications incluent un télémètre laser, un moteur plus puissant et l'ajout de systèmes d'amplification de la lumière et infrarouges.
La boîte de vitesses et les suspensions ont été modifiées et un générateur électrique a également été ajouté.

## Production
L'Iran modernise ses chars Chieftain dans le complexe industriel de Shahid Kolahduz ainsi que ses chars T-72.

## Opérateurs
- Iran

## Sources et références
1. ↑  « Iraq is the Latest Middle East Country to Modernize Its Old Tanks », Forbes
2. ↑  Galen Wright (March 15th 2011) Iranian Military Capability 2011 - Ground Forces.